# Coll Forcadell
El Coll Forcadell és una collada situada a 896,5 m alt a la carena de la Serra de l'Albera que separa el terme comunal de l'Albera, a la comarca del Vallespir, a la Catalunya del Nord del municipal de la Jonquera, que pertany a l'Alt Empordà.
És a prop de l'extrem sud-est del terme de l'Albera i al nord-est del de la Jonquera. Queda al nord del Puig dels Pinyers, a migdia del Puig de les Colladetes i just al sud-est del poble de Sant Martí d'Albera.
És escenari habitual de les excursions per la Serra de l'Albera.